# Minoische Villa von Makrygialos

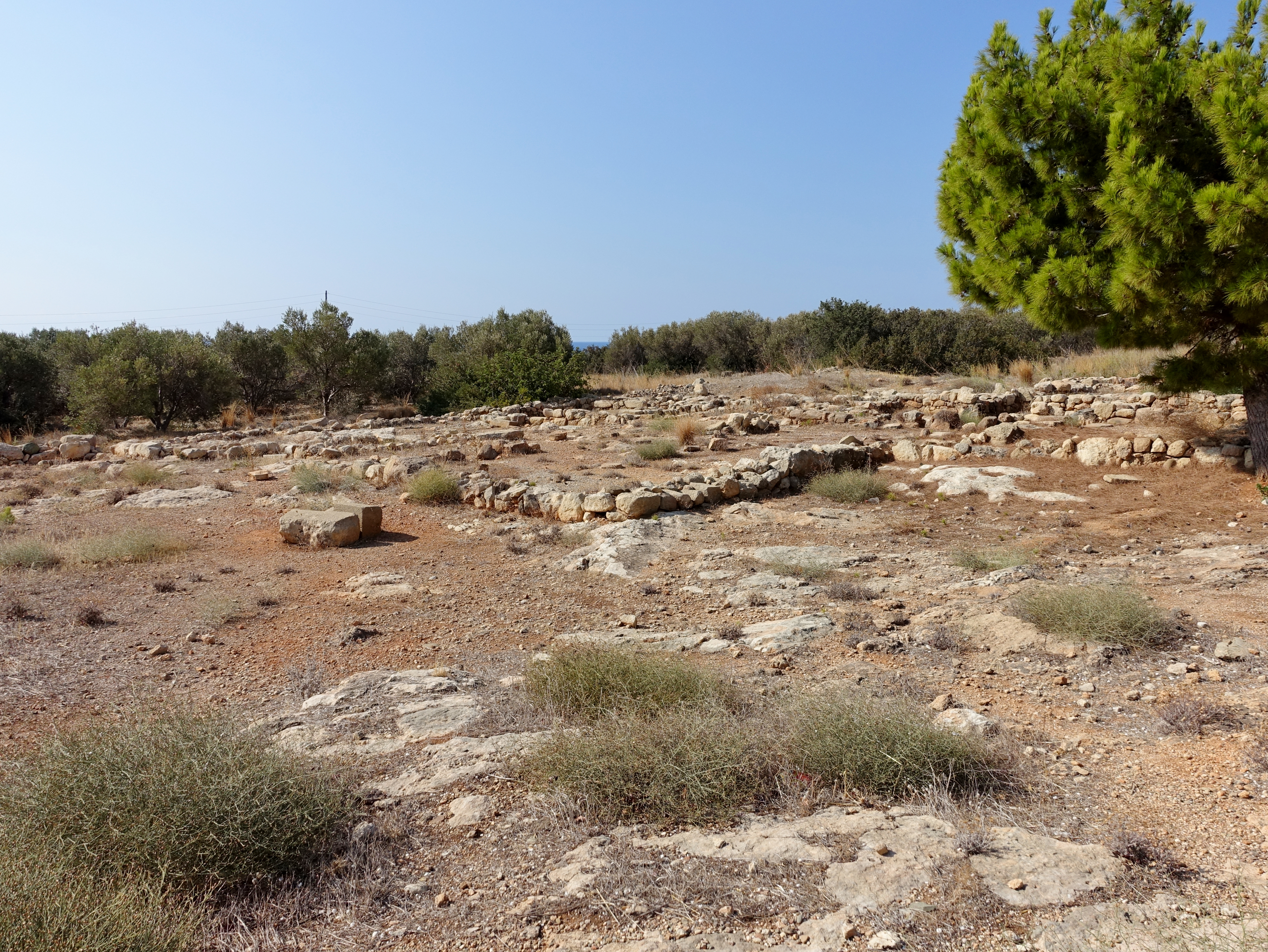
Grundmauern der Minoischen Villa

Die Minoische Villa von Makrygialos (griechisch Μινωική έπαυλη Μακρυγιαλού Minoiki epavli Makrygialou) bezeichnet eine archäologische Ausgrabungsstätte im Südosten der griechischen Insel Kreta. Sie befindet sich in der Gemeinde Ierapetra des Regionalbezirks Lasithi, unmittelbar westlich des Ortes Makrygialos (Μακρυγιαλός) an einer Siedlungsstraße. Der Gattungsbegriff „Minoische Villa“ umschreibt einen Gebäudetyp, der weitgehend auf die Neupalastzeit der minoischen Kultur beschränkt ist.

## Geschichte
Die „Minoische Villa“ von Makrygialos liegt ungefähr 250 Meter nordwestlich des Strandes Kalamokanias (Καλαμοκανιάς) auf einem etwa 25 Meter hohen Hügel. Die unter dem Namen Makrygialos – Plakakia – Kalamokiana verzeichnete Fundstätte wurde 1973 und 1977 von dem griechischen Archäologen Costis Davaras ausgegraben. Er datierte die leider schlecht erhaltene, da durch die Landwirtschaft in Mitleidenschaft gezogene „Minoische Villa“ in die spätminoische Zeit SM I B. Am Ende dieser Epoche wurde das Gebäude wahrscheinlich durch einen Brand zerstört.

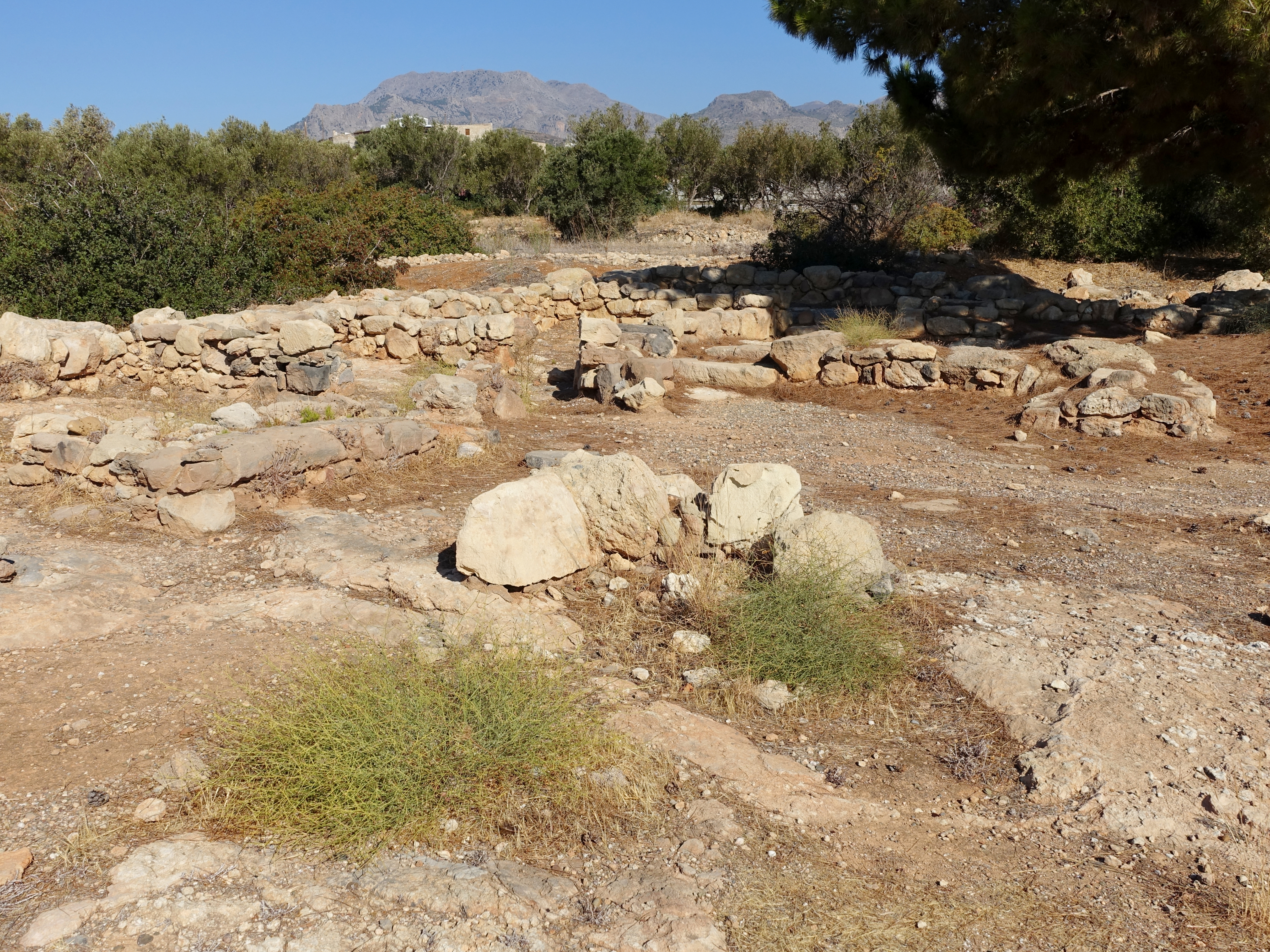
Zentralhof mit Altar und dahinter befindlicher dunkler Steinbank

Das Gebäude gleicht, im Gegensatz zu anderen als „Villen“ bezeichneten Bauwerken minoischer Zeit, dem Aufbau der minoischen Paläste Knossos, Phaistos, Mallia oder Kato Zakros, nur in kleinerer Ausführung. So verfügte die „Villa“ von Makrygialos über einen zentralen rechteckigen Innenhof mit einer Länge von 12,5 und einer Breite von 6 Metern. An der Nordseite und am nördlichen Teil der Ostseite gab es zwei Kolonnaden (Stoen), wie an der Ostseite der Paläste von Mallia und Phaistos. Gegenüber dem Westeingang befand sich auf dem Hof ein Altar, neben dem ein Steinsiegel gefunden wurde, das eine Priesterin in einem heiligen Boot mit erhobenen Armen, der minoischen Adorationsgeste, vor einer Palme und einem Holzaltar darstellt. Mit Blick auf den Altar war neben dem Westeingang eine Bank in das Gebäude eingelassen. Ähnliche Bänke gab es auch in Mallia und Phaistos, die Anordnung des Altars auf dem Innenhof gleicht hingegen der im Palast von Kato Zakros.

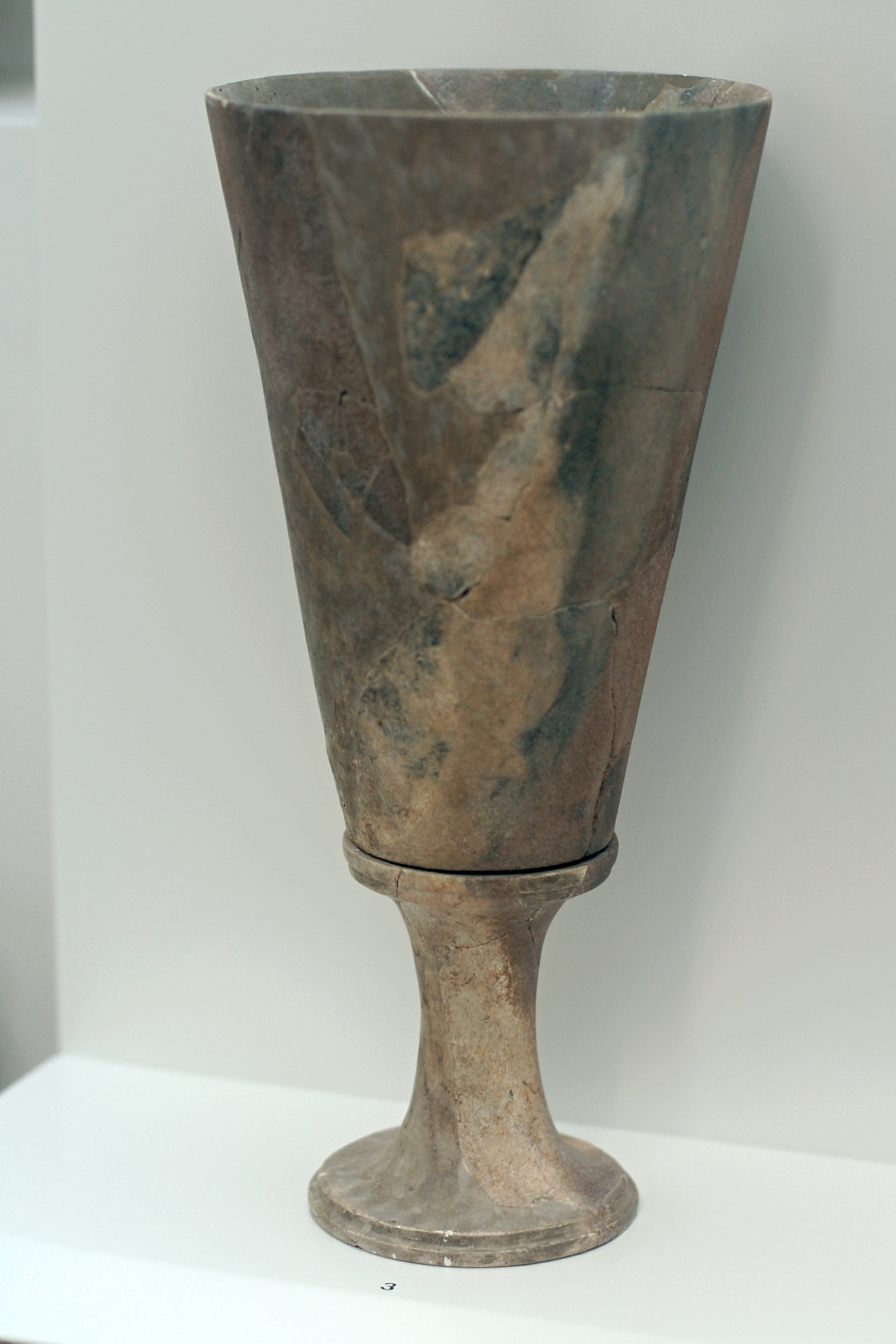
Ritualbecher

Der Haupteingang der „Minoischen Villa“ von Makrygialos befand sich im Norden. Von dort erreichte man erst auf verwinkelten Wegen den Zentralhof. Neben diesem gab es einen weiteren Hof im Westen, wie in Knossos, Phaistos oder Gournia. Von der Westfassade, dem Gebäude an der Westseite dieses Hofes, ist nur noch wenig zu erkennen. Die Räume der „Villa“ waren teilweise mit gepflasterten Böden und mit Gipsputz beschichteten Wänden ausgestattet. Ein Großteil der Räume des Westflügels diente als Lager, wie die Hauptlagerräume 7 bis 9. Die Räume des Ostflügels sind weniger gut erhalten, darunter der mit 6 × 6 Metern größte Raum der „Villa“ (Raum 16). Auch Raum 10 in der Nordwestecke des Gebäudes mit seinem gepflasterten Boden scheint ein wichtiger Raum gewesen zu sein. Eine Zuordnung der Nutzungsart der einzelnen Räume ist dabei sehr schwierig. Für Raum 22 an der Südwestecke mit seinen zwei Bänken in der Mitte nahm der Ausgräber Davaras eine kultische Bedeutung an, er verglich die beiden Teilräume mit dem bürgerlichen Schrein in Gournia und dem Kultraum I bei Kannia Mitropolis nahe Gortyn in der Messara-Ebene.
Insgesamt gelangte Costis Davaras zu der Auffassung, dass es sich bei der „Minoischen Villa“ von Makrygialos um eine „herrschaftliche-“ oder „Kultvilla“ gehandelt haben müsse, ähnlich denen von Nirou, Amnissos, Kannia und Vathypetro. Er schloss dies aus dem aus seiner Sicht weitgehend religiösen Charakter der wenigen Funde. Dazu gehören neben dem genannten Steinsiegel eine kleine Figur einer Frau mit ausgeprägten Brüsten und Genitalien, gefunden in der Nähe des Altars, Keramik im Meeresstil, der rituell gedeutet wird, und ein großer Steinanker. In Letzterem sieht Davaras eine Weihgabe an die minoische Seegöttin. Die Fundstücke der Ausgrabungsstätte befinden sich im archäologischen Museum von Agios Nikolaos. Das Verhältnis der „Villa“ zur 2,8 Kilometer östlich gelegenen minoischen Küstensiedlung Diaskari auf dem Hügel Vigla ist unsicher, da die Siedlung mit den zwei Häfen bei Diaskari und Langada bisher nicht systematisch ergraben wurde.

Ausgrabungsstätte
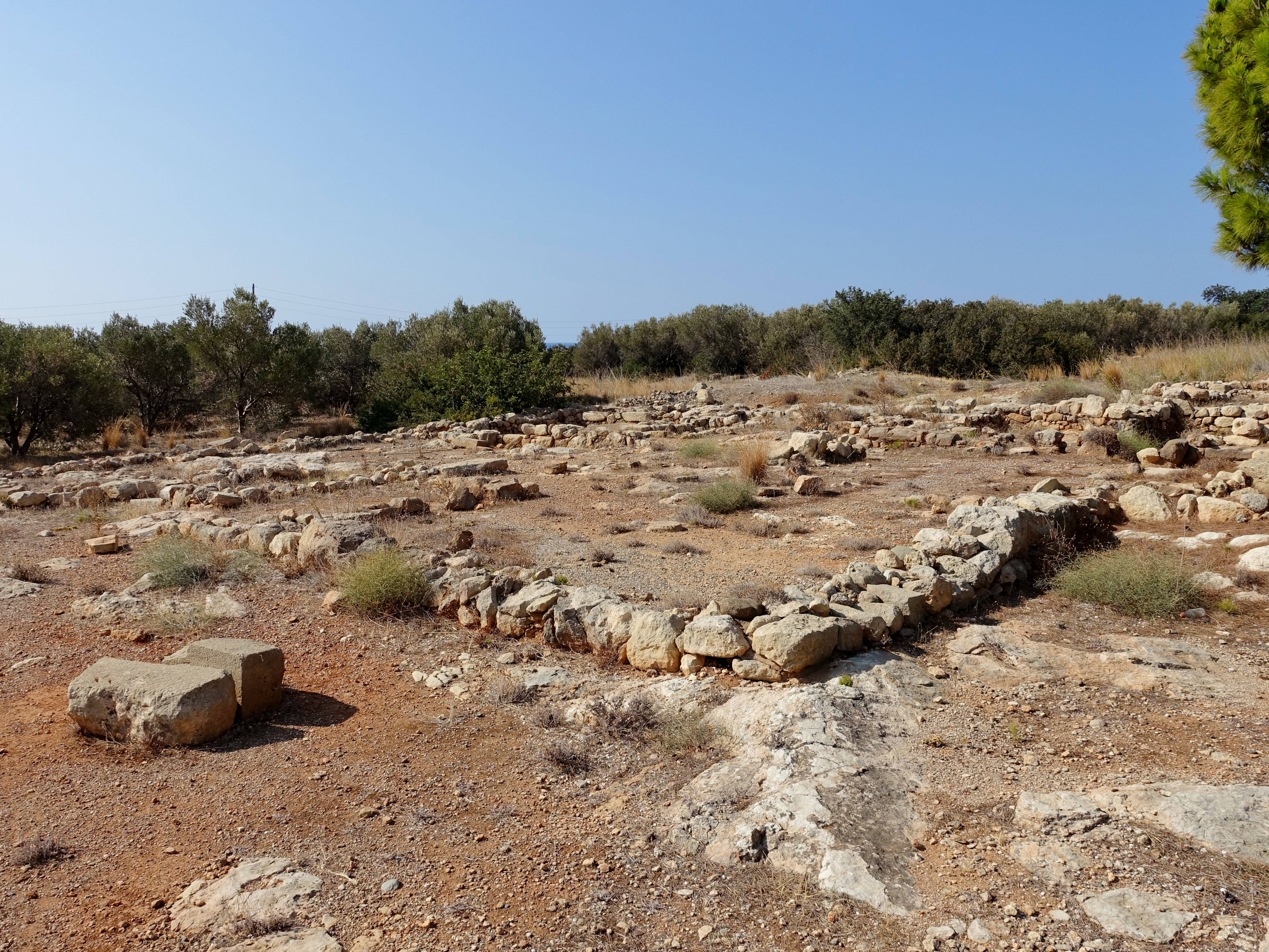
Raum 16 im Ostflügel, größter Raum der „Villa“
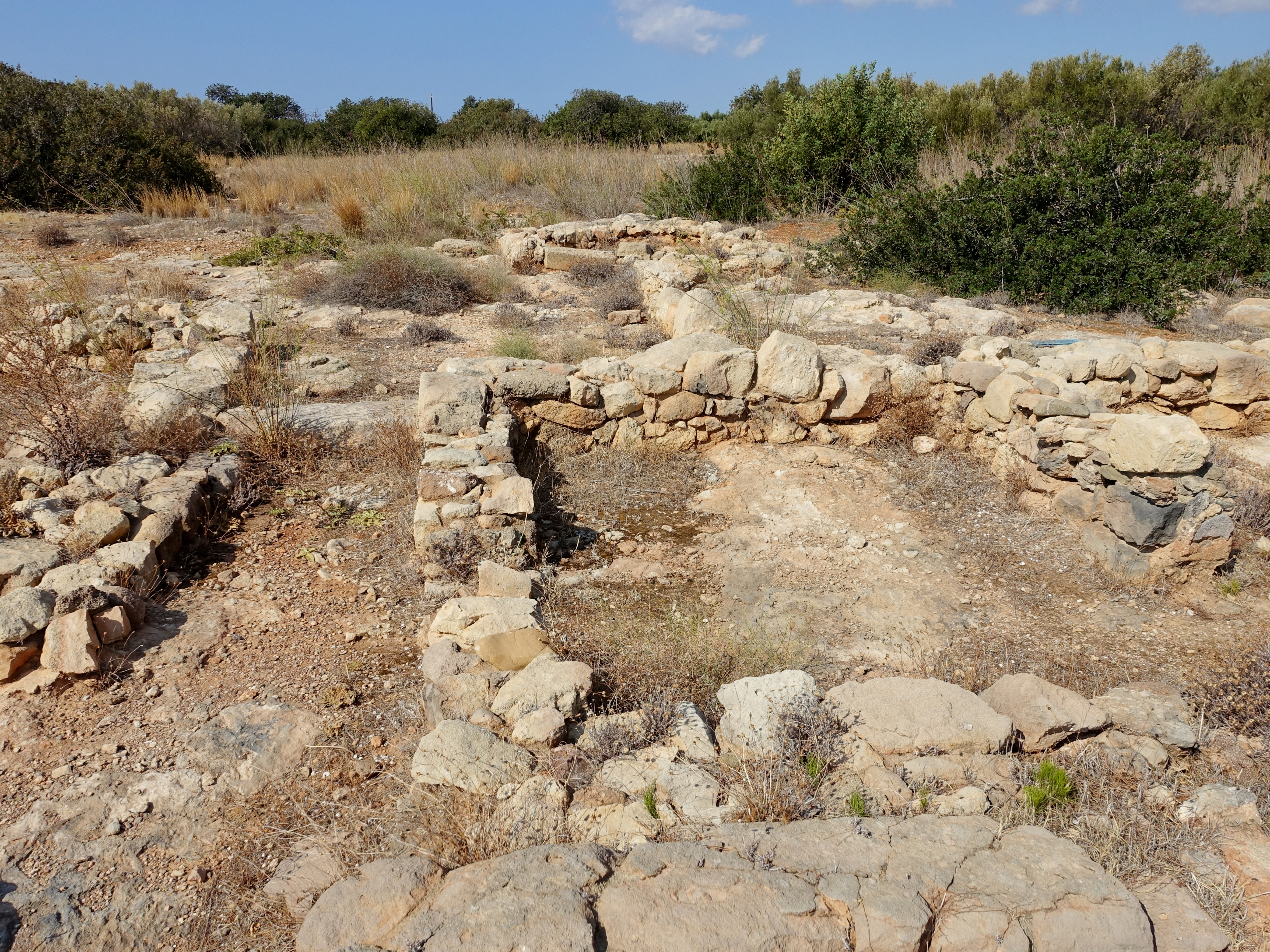
Westeingang mit Raum 6 und Raum 7 (rechts)
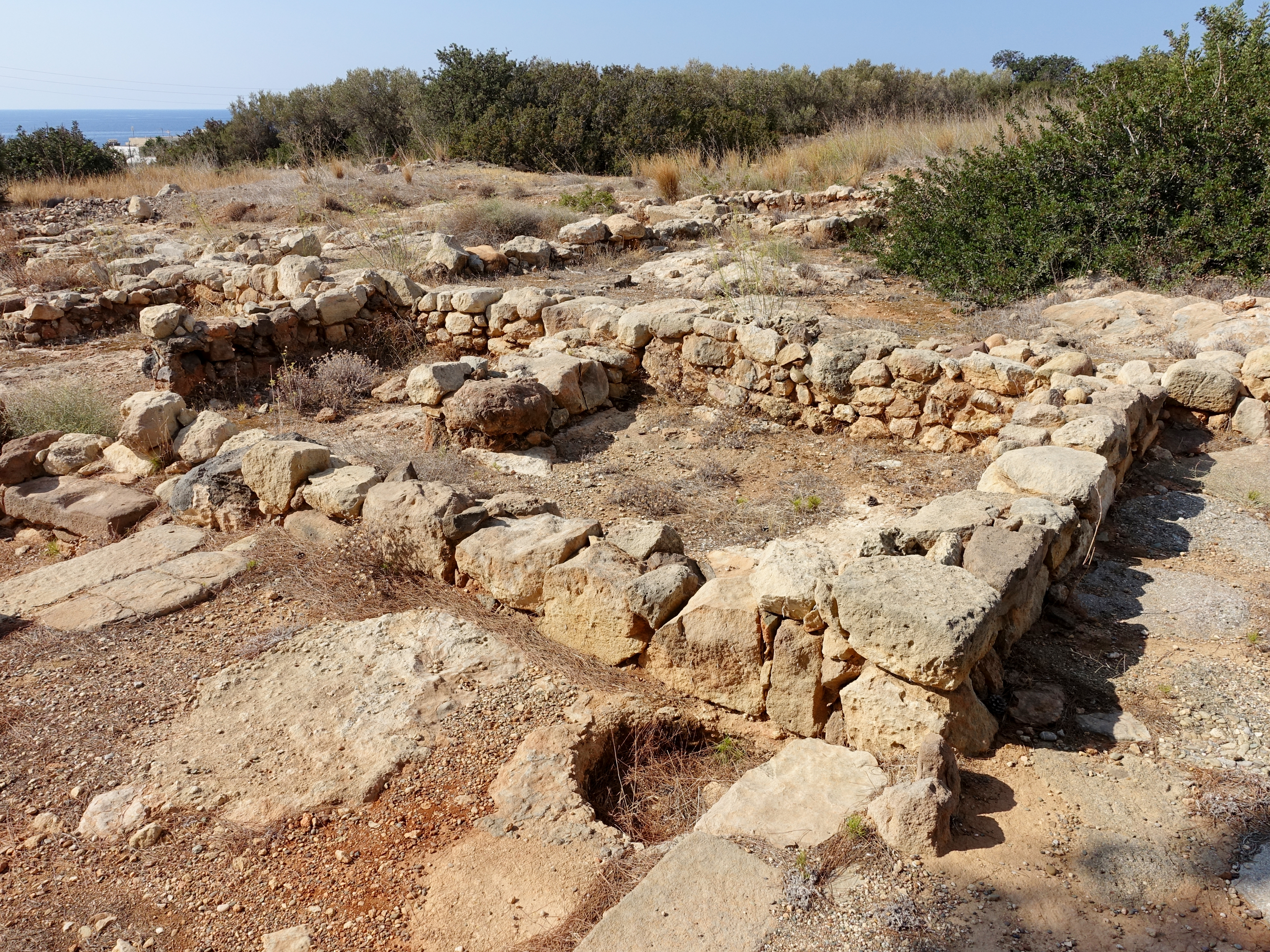
Westliche Lagerräume, Raum 8 und Raum 9
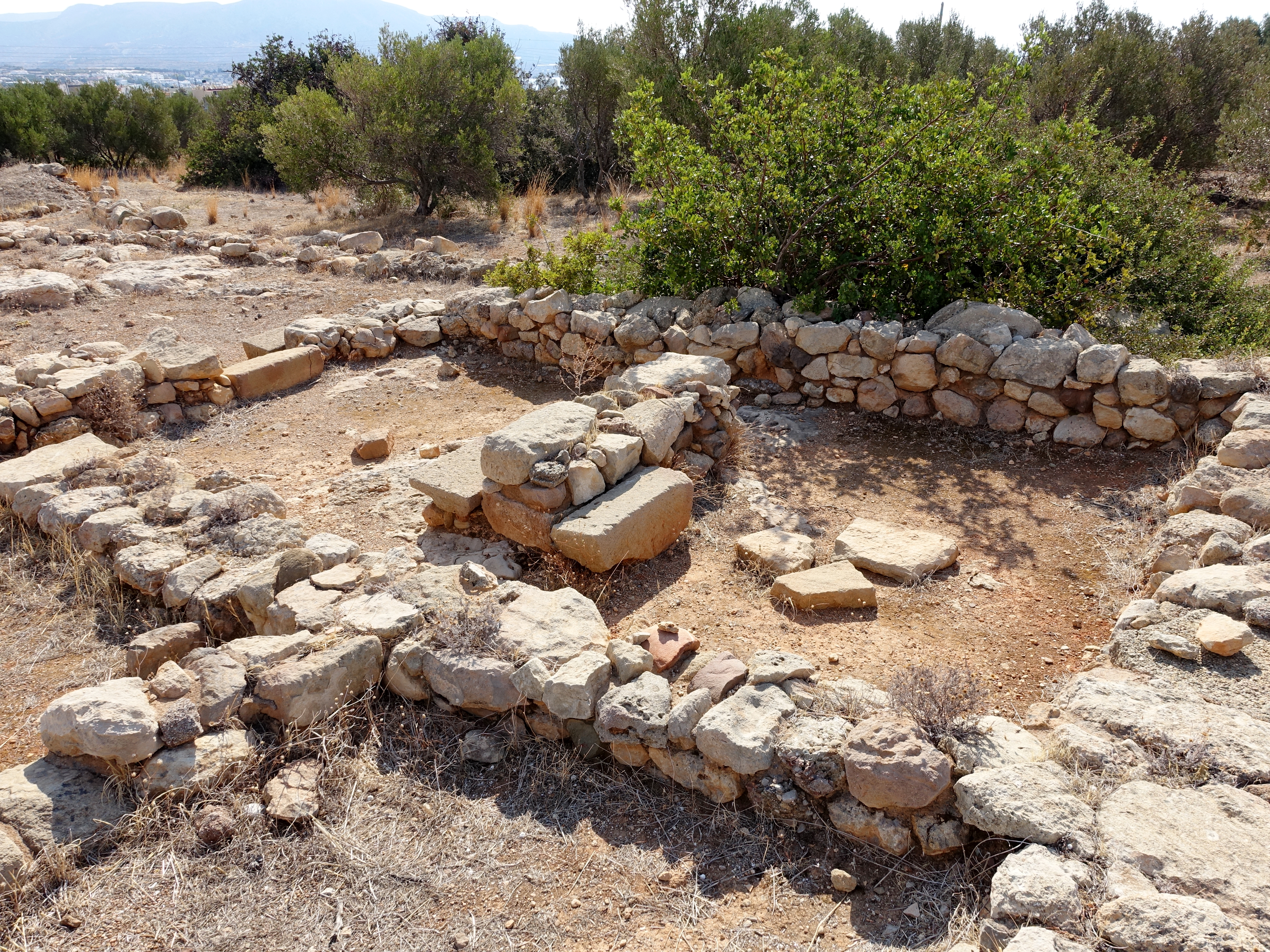
Bänke in der Mitte von Raum 22 (Südecke)